# AvtoVAZ

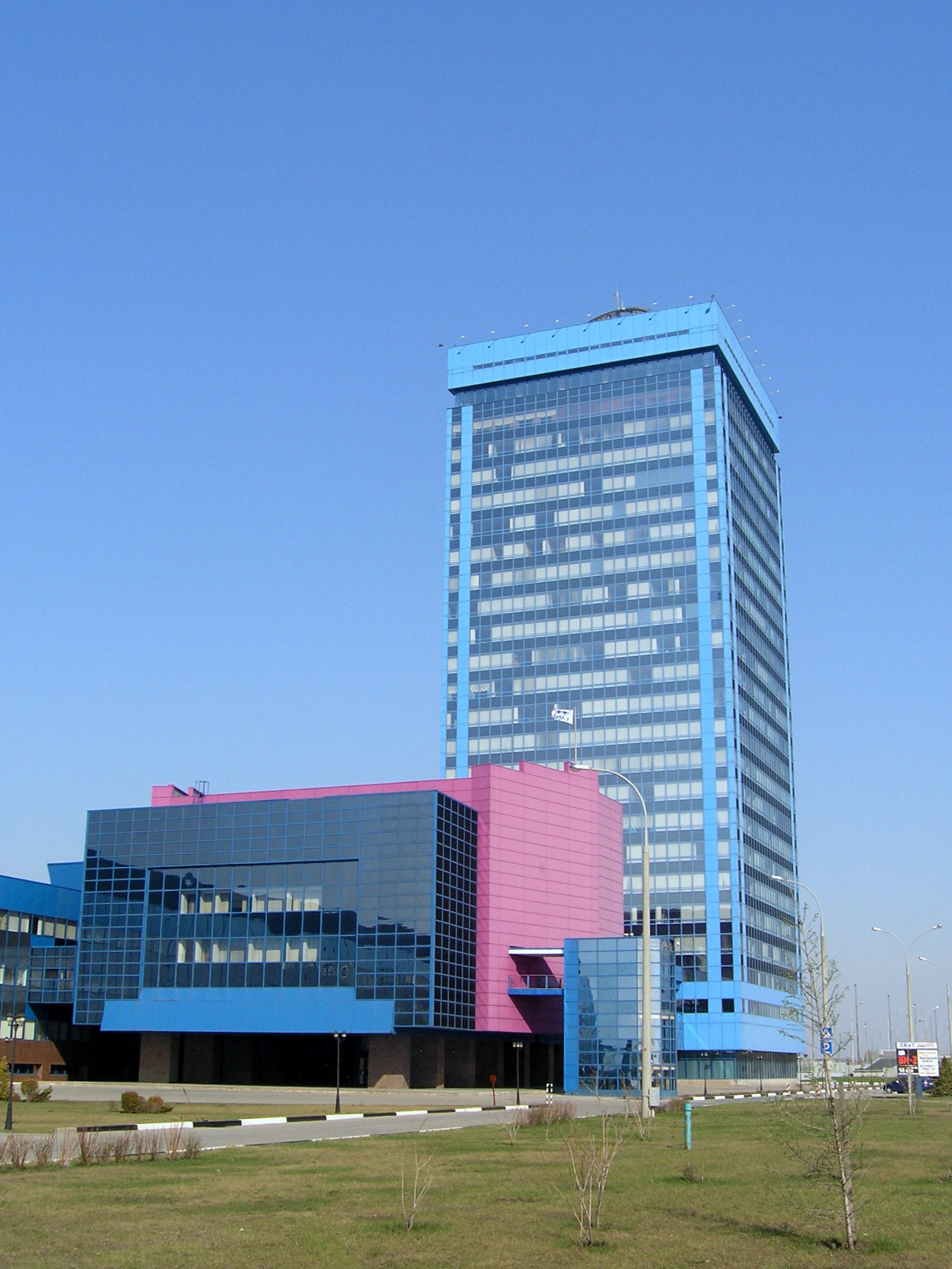
AvtoVAZ i Toljatti.

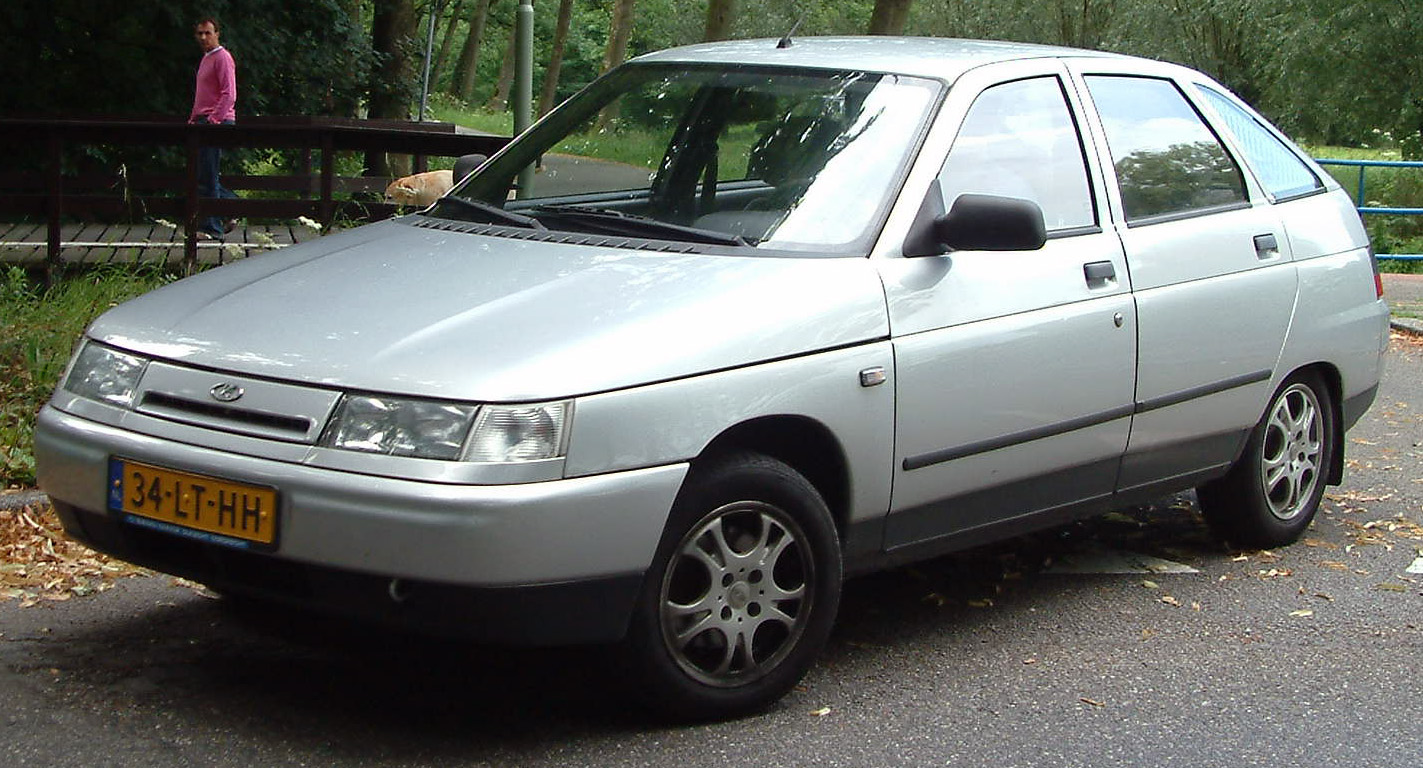
Lada 112

AutoVAZ, tidigare VAZ (Ryska ВАЗ, en förkortning för Волжский автомобильный завод, Volzjskij avtomobilnij zavod, vilket betyder Volgas automobilfabrik), är en biltillverkare från Ryssland som tillverkar bilar under varumärket Lada.

## Historik

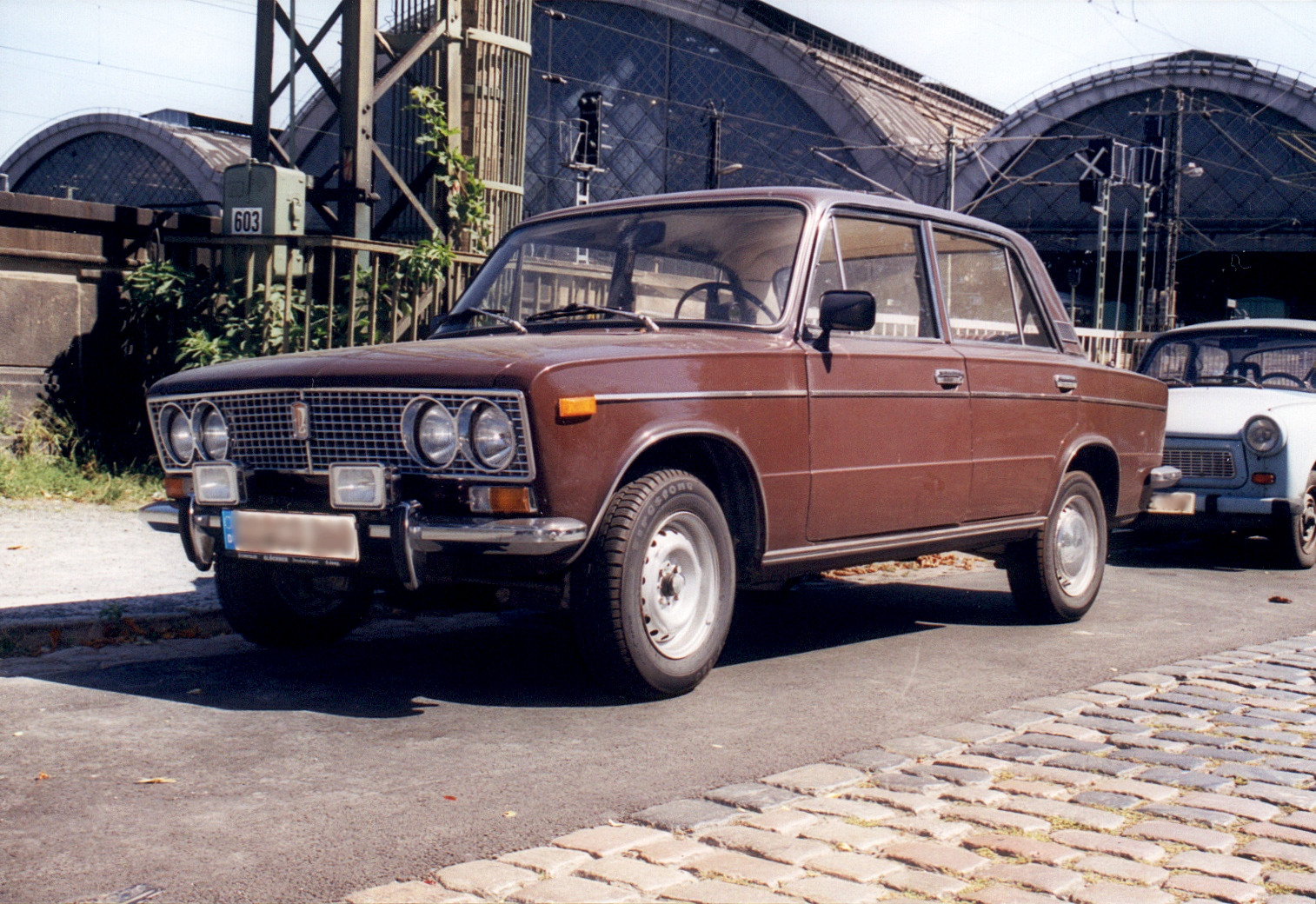
Lada 2103

VAZ grundades på 1960-talet som ett samarbetsprojekt mellan den sovjetiska staten och Fiat. År 1966 börjades en fabrik för produktion av en sovjetisk folkbil, baserad på Fiat 124, att uppföras i staden Stefropol vid floden Volga. Staden döptes sedan om till Toljatti efter den italienske kommunistledaren Palmiro Togliatti. VAZ startade bilproduktionen 1970 med en ryskbyggd motor, som hade konstruerats av Fiat. Denna modell såldes på den inhemska marknaden under namnet Zhiguli och internationellt under namnet Lada (i Sverige också VAZ). Konstruktionen vidareutvecklades och ändrades senare av ryska ingenjörer.
År 1974 började VAZ exportera bilar. Den fyrhjulsdrivna Niva blev en framgång i Australien, Nya Zeeland, Kanada och Sydafrika. Under 1980-talet hade Lada hjälp av Porsche att utveckla Lada Samara.

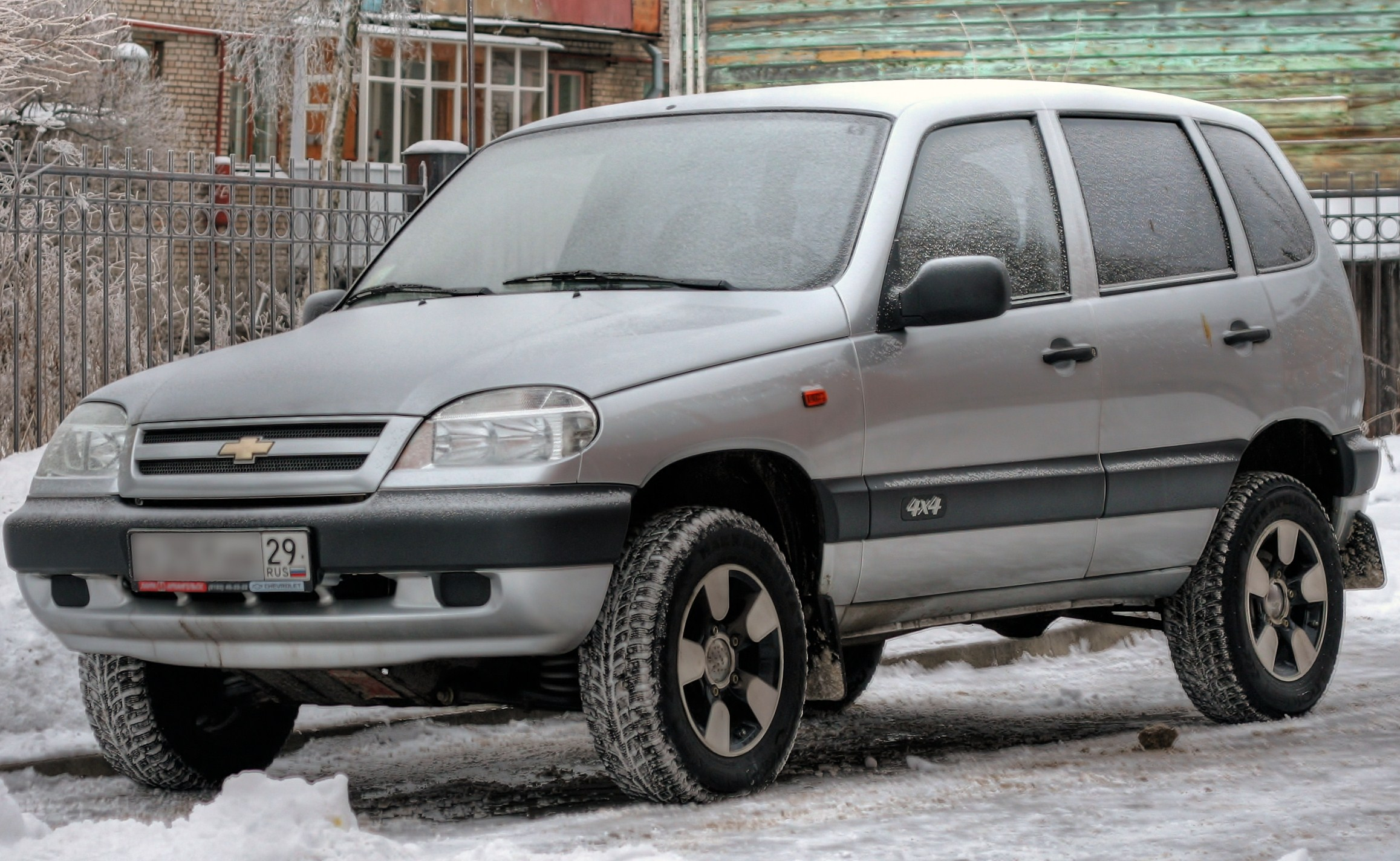
Chevrolet Niva

Lada samarbetade därefter med General Motors, och detta resulterade i Chevrolet Niva, en kraftigt omarbetad version av den fyradörrars Lada Niva. Liksom de amerikanska biltillverkarna drabbades AutoVAZ hårt av finanskrisen 2008-2009. Företaget, som undvek en konkurs tack vare ett räddningspaket på 20 miljarder rubel från regeringen, uppgav i september 2009 att 27 600 anställda måste sägas upp, samtidigt som produktionen stoppades under en månad för att minska lagret av osålda bilar. År 2010 gick företaget åter med vinst. Lada har under 2010-talet ingått samarbete med Renault-Nissan och som resultat av detta börjat tillverka en modifierad version av Dacia Logan MCV, som i Ryssland sålts som Lada Largus.
Sedan 2014 äger Renault-Nissan 67,1% av det holdingbolag som i sin tur äger AvtoVAZ. Resterande del ägs av den statliga vapenfabrikanten Rostec.

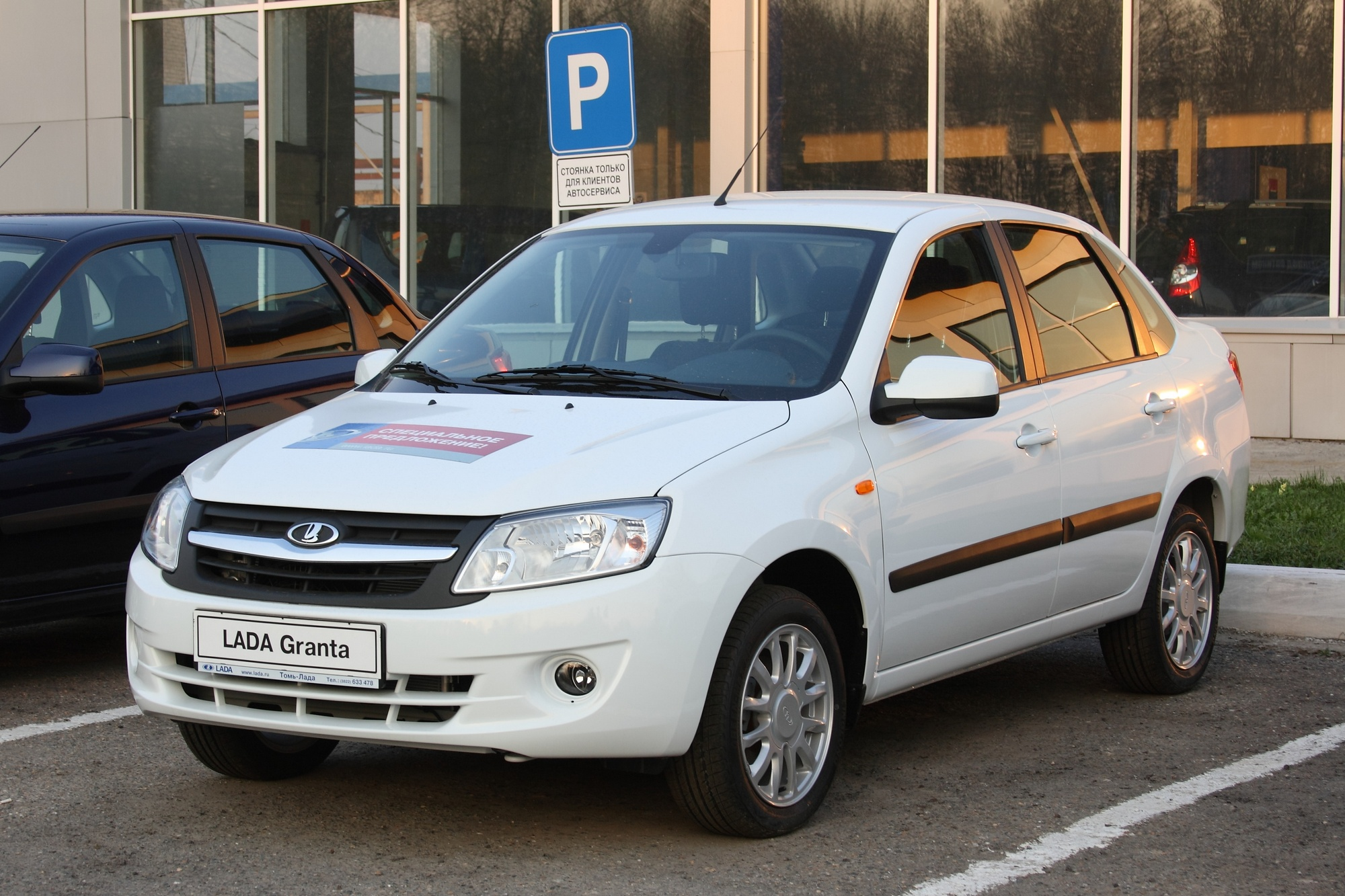
Lada Granta

Bo Andersson var koncernchef 2013-2016.
Den 3 mars 2022 annonserade AvtoVAZ att man skulle stoppa all tillverkning med omedelbar verkan, på grund av att Rysslands invasion av Ukraina gjort det omöjligt att införskaffa en mängd elektronikdelar. Renault beslöt att lämna Ryssland efter invasionen och sålde sin andel till ett statsägt bolag för en rubel.

## Lada i Norden
I Sverige och flera andra länder ställde kraven på avgasrening till problem och Lada försvann från flera internationella marknader före eller kring millennieskiftet. Den svenska generalagenten lade år 2000 ner verksamheten. Av senare modeller har Lada 110, 111, 112 sålts i Sverige och Kalina finns hos enstaka återförsäljare, liksom fyrhjulsdrivna SUV:en Niva. Lada Priora har aldrig saluförts i Sverige, men finns i Tyskland, Baltikum och vissa andra europeiska länder.
År 1999 lades Lada Sweden ned och den reguljära importen till Sverige upphörde. I början av 2000-talet gjorde den finska Lada-importören OY Konela AB ett halvhjärtat försök att sälja Lada i Sverige. Ladas danska importör lade ner sin verksamhet i mars 2010 efter att inte ha sålt en enda bil på två år.
År 2011 blev Ubbo AB, från 2014 Lada Skandinavien, ny officiell distributör för Lada i Sverige.